# Saxonia International Balloon Fiesta

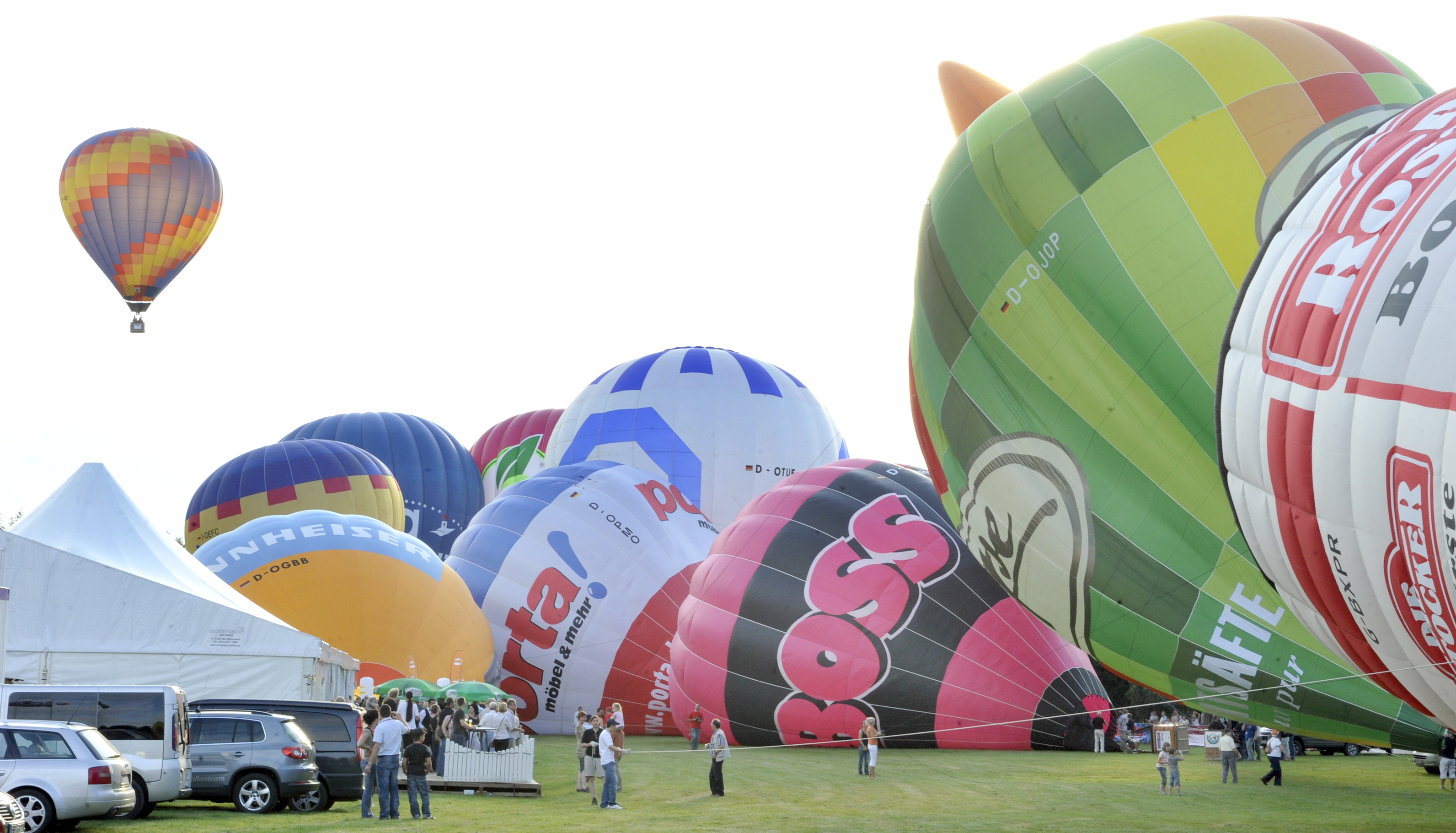
Saxonia International Balloon Fiesta 2009

Die Saxonia International Balloon Fiesta war das drittgrößte Ballonfestival Europas. 1995 startete die Fiesta mit 5.000 Besuchern und 100 Heißluftballonen im Ortsteil Schweta der sächsischen Kleinstadt Mügeln. Mittlerweile besuchten über eine Million Menschen die Veranstaltung. Ausgerichtet wurde die Balloon Fiesta von der Marketingagentur Wohlfahrt GmbH. Die Heißluftballone wurden vornehmlich durch Sponsoren finanziert. 
1996 wurde das Event nach Leipzig verlegt. Das Gebiet des Erholungsparks Lößnig-Dölitz war geeignet, da es außerhalb der offiziellen Flugkorridore liegt. Auf Grund des Aberglaubens auch in der Luftfahrt wurde 2007 die 13. Fiesta übersprungen und die 14. Fiesta veranstaltet. 2008 gab es eine Pause.
Im Jahre 2012 wurde das Gelände der Festwiese am Zentralstadion nahe der Innenstadt von Leipzig genutzt, bevor die Veranstaltung 2014 das erste Mal in Halle (Saale) auf der dortigen Pferderennbahn startete. Mehr als 20 Ballone und Luftschiffe sorgten früh und abends für ein buntes Farbenspektakel am Himmel über Halle. 
Sowohl in Leipzig als auch in Halle wurden Wettbewerbe, wie Fuchsjagd, Ballonweitflug und Keygrab ausgetragen. An vier Tagen gab es die Massenstarts der Heißluftballone und anderer Luftakrobaten. Nach Sonnenuntergang versammelten sich die Ballone am Boden zum Ballonglühen und zu Brennerparaden. Zusätzlich gab es Unterhaltungs- und Bühnenprogramme. 
Aufgrund von Zeitmangel des Organisators fand die letzte Fiesta 2015 statt.